# Mistrzostwa Polski juniorów młodszych w lekkoatletyce
Mistrzostwa Polski juniorów młodszych w lekkoatletyce (OOM, Ogólnopolska Olimpiada Młodzieży) – zawody rangi mistrzowskiej organizowane rokrocznie przez Polski Związek Lekkiej Atletyki. W imprezie biorą udział zawodnicy w wieku 16-17 lat. Mistrzostwa organizowane są w okresie letnim.